# Zuurtje

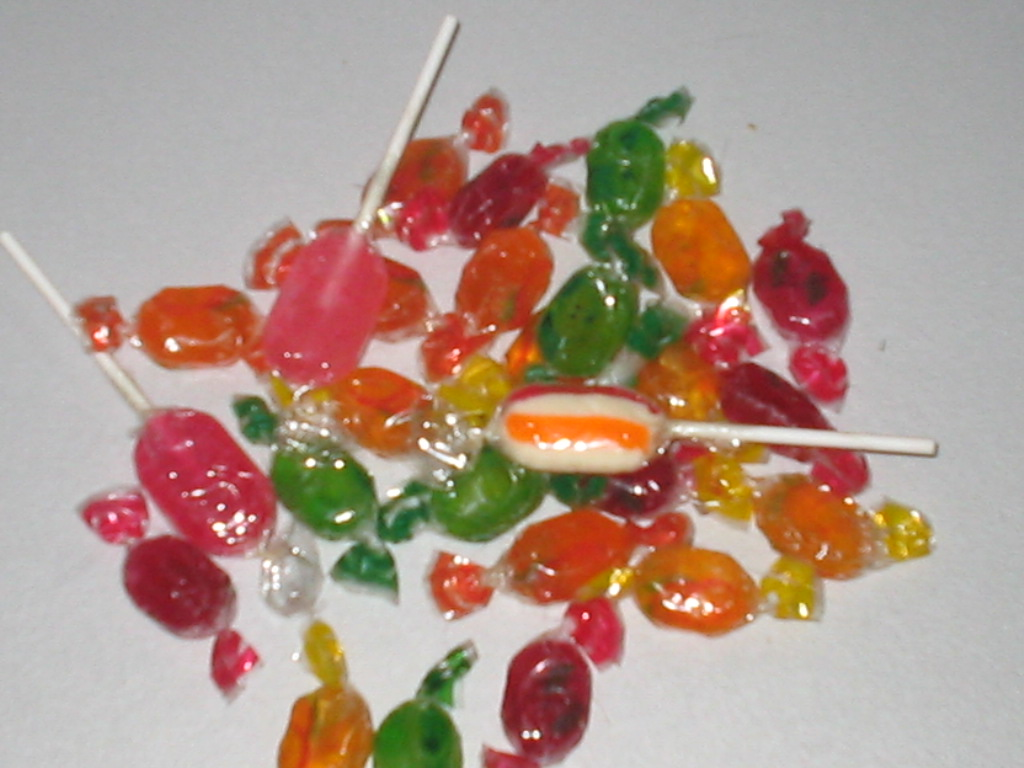
Zuurtjes

Een zuurtje is een snoepje waarbij suiker is vermengd met een zuur, zoals het sap van een citroen.
De substantie van zuurtjes is hard, en de smaak is zoet. De naam slaat dan ook op de bereidingswijze, ter onderscheid van borstplaat dat uit suiker en water bestaat.
De zuurstok is ook snoepgoed en kan beschouwd worden als een groot zuurtje.